# Добромиль (станція)
Добромиль — проміжна залізнична станція Львівської дирекції Львівської залізниці на неелектрифікованій лінії Нижанковичі — Хирів між зупинними пунктами Боневичі (3 км) та Рожеве (1 км). Розташований в однойменному місті Самбірського району Львівської області, за 26 км від залізничної станції Перемишль-Головний (Польща).

## Історія
Станція та вокзал відкриті у 1872 році на східній околиці Добромиля, одночасно з прокладанням Першої угорсько-галицької залізниці, яка сполучила Перемишль з Хировим, надалі, через Лупківський перевал, до Угорщини. Стародавня двоповерхова споруда вокзалу збереглась понині.
До окупації радянською владою через станцію Добромиль курсувало чимало пасажирських та вантажних поїздів. Наразі курсують лише приміські поїзди від станції Самбів, інколи здійснюються незначні вантажні перевезення.

## Пасажирське сполучення
Через станцію щоденно, крім вихідних (субот та неділь), курсує одна пара приміського поїзда сполученням "Самбір — Нижанковичі — Самбір".
| Рух поїздів по станції Добромиль |                      |                          |
| №                                | Маршрут сполучення   | Періодичність курсування |
| 955/956                          | Самбір — Нижанковичі | Щоденно, крім сб, нд     |
| 957/958                          | Нижанковичі — Самбір | Щоденно, крім сб, нд     |